# Gerichtsbezirk Parenzo
Der Gerichtsbezirk Parenzo (italienisch distretto giudiziario Parenzo; slowenisch občina židovska Poreč, kroatisch kotarsko satničtvo Poreč) war ein dem Bezirksgericht Parenzo unterstehender Gerichtsbezirk in der Markgrafschaft Istrien. Der Gerichtsbezirk umfasste Gebiete im östlichen Istrien bzw. im heutigen Kroatien.
Nach dem Ersten Weltkrieg musste Österreich den gesamten Gerichtsbezirk an Italien abtreten, nach dem Zweiten Weltkrieg gelangte das Gebiet an Jugoslawien. Er ist heute Teil der Gespanschaft Istrien.

## Geschichte
Um 1850 wurde in Istrien so wie im gesamten Kaisertum Österreich die ursprüngliche Patrimonialgerichtsbarkeit aufgelöst. In der Folge wurde unter anderen der Gerichtsbezirk Parenzo geschaffen. Der Gerichtsbezirk unterstand dem für die gesamte Grafschaft zuständigen Landesgericht Rovigno, das wiederum dem Oberlandesgericht Triest, das am 1. Mai 1850 seine Tätigkeit aufnahm, unterstellt war. Auch nachdem Istrien bzw. Triest sowie Görz und Gradisca vom ursprünglichen Kronland Küstenland ihre Selbständigkeit als Kronland erlangten, blieb das Oberlandesgericht Triest die oberste Instanz für den Gerichtsbezirk Parenzo.
Der Gerichtsbezirk Parenzo bildete im Zuge der Trennung der politischen von der judikativen Verwaltung
ab 1868 gemeinsam mit den Gerichtsbezirken Buje und Montona (Motovun) den Bezirk Parenzo.
Der Gerichtsbezirk Parenzo wies 1869 eine Bevölkerung von 9.058 Personen auf.
Bis 1910 wuchs die Einwohnerzahl auf 17.523 an, davon hatten 10.544 Personen Italienisch (60,2 %) als Umgangssprache angegeben, 6.527 sprachen Kroatisch (37,2 %), 40 Deutsch (0,2 %) und 20 Slowenisch (0,1 %).
Der Bezirk umfasste zuletzt eine Fläche von 216,51 km² mit zwei Gemeinden. Durch die Grenzbestimmungen des am 10. September 1919 abgeschlossenen Vertrages von Saint-Germain wurde der Gerichtsbezirk Parenzo zur Gänze Italien zugeschlagen. Nach dem Zweiten Weltkrieg gelangte das Gebiet des ehemaligen Gerichtsbezirks an Jugoslawien, seit 1991 ist es Teil der Republik Kroatien.
| Jahr | Ein- wohner | Deutsch- sprachige | Italienisch- sprachige | Slowenisch- sprachige | Kroatisch- sprachige |
| ---- | ----------- | ------------------ | ---------------------- | --------------------- | -------------------- |
| 1869 | 9.058       |                    |                        |                       |                      |
| 1880 | 10.569      | 13                 | 7.676                  | 957                   | 1.698                |
| 1890 | 12.441      | 21                 | 7.541                  | 38                    | 4.554                |
| 1910 | 17.523      | 40                 | 10.544                 | 20                    | 6.527                |

## Gerichtssprengel
Der Gerichtsbezirk Parenzo umfasste Ende Februar 1918 die zwei Gemeinden Orsera (Vrsar) und Parenzo (Poreč).